# Littleton (Caroline du Nord)
Pour les articles homonymes, voir Littleton.
Littleton est une ville américaine située dans le comté de Halifax dans l'État de Caroline du Nord. En 2010, sa population était de 674 habitants.

## Démographie
| 1880 | 1890 | 1910  | 1920  | 1930  | 1940  |
| ---- | ---- | ----- | ----- | ----- | ----- |
| 113  | 534  | 1 152 | 1 010 | 1 133 | 1 200 |

| 1950  | 1960  | 1970 | 1980 | 1990 | 2000 |
| ----- | ----- | ---- | ---- | ---- | ---- |
| 1 173 | 1 024 | 903  | 820  | 691  | 692  |

| 2010 | - | - | - | - | - |
| ---- | - | - | - | - | - |
| 674  | - | - | - | - | - |

## Source de la traduction
- (en) Cet article est partiellement ou en totalité issu de l’article de Wikipédia en anglais intitulé « Littleton, North Carolina » (voir la liste des auteurs).